# Комин (Плоче)
Комин је насељено место у саставу града Плоче, Дубровачко-неретванска жупанија, Република Хрватска.

## Име
Назив места Комин потиче од словенске речи за огњиште.

## Географски положај
Комин је место смештено на десној обали Неретве. Удаљено је 10 километара од Плоча, 12 километара од Метковића, 3 километра од Опузена и 15 километара од границе Хрватске са Босном и Херцеговином. Изнад Комина налази се брдо Орловац. Комин је дуг два километра и протеже се паралелно са током реке Неретве. Кроз Комин пролази пут који је саградио Наполеон и железничка пруга која је изграђена после Другог светског рата.

## Историја
До територијалне реорганизације у Хрватској налазио се у саставу старе општине Плоче.
Првобитно се насеље Комин налазило на брдима Козјак и Галичак на самом ушћу Неретве у Јадранско море. Међутим око 1600. године становништво се због епидемије маларије преселило 6 километара узводно.

## Становништво
На попису становништва 2011. године, Комин је имао 1.243 становника.
| Број становника по пописима | Број становника по пописима | Број становника по пописима | Број становника по пописима | Број становника по пописима | Број становника по пописима | Број становника по пописима | Број становника по пописима | Број становника по пописима | Број становника по пописима | Број становника по пописима | Број становника по пописима | Број становника по пописима | Број становника по пописима | Број становника по пописима | Број становника по пописима |
| --------------------------- | --------------------------- | --------------------------- | --------------------------- | --------------------------- | --------------------------- | --------------------------- | --------------------------- | --------------------------- | --------------------------- | --------------------------- | --------------------------- | --------------------------- | --------------------------- | --------------------------- | --------------------------- |
| 1857                        | 1869                        | 1880                        | 1890                        | 1900                        | 1910                        | 1921                        | 1931                        | 1948                        | 1953                        | 1961                        | 1971                        | 1981                        | 1991                        | 2001                        | 2011                        |
| 405                         | 751                         | 635                         | 762                         | 921                         | 994                         | 985                         | 1.086                       | 1.292                       | 1.426                       | 1.577                       | 1.595                       | 1.432                       | 1.546                       | 1.303                       | 1.243                       |

Напомена: У 1869. и 1921. садржи податке за насеље Роготин.

### Попис1991.
На попису становништва 1991. године, насељено место Комин је имало 1.546 становника, следећег националног састава:
| Попис 1991.‍   | Попис 1991.‍  | Попис 1991.‍ | Попис 1991.‍ | Попис 1991.‍ |
| ------------- | ------------ | ----------- | ----------- | ----------- |
|               |              |             |             |             |
| Хрвати        | Хрвати       |             | 1.488       | 96,24%      |
| Југословени   | Југословени  |             | 6           | 0,38%       |
| Срби          | Срби         |             | 5           | 0,32%       |
| Муслимани     | Муслимани    |             | 2           | 0,12%       |
| Албанци       | Албанци      |             | 1           | 0,06%       |
| Македонци     | Македонци    |             | 1           | 0,06%       |
| Црногорци     | Црногорци    |             | 1           | 0,06%       |
| остали        | остали       |             | 3           | 0,19%       |
| регион. опр.  | регион. опр. |             | 1           | 0,06%       |
| непознато     | непознато    |             | 38          | 2,45%       |
| укупно: 1.546 |              |             |             |             |

## Култура
Изнад Комина 1925. године саграђена је римокатоличка црква светог Анте Падованског, коју становници називају „Била голубица“. Заштитница места је Света Барбара (4. децембра). Комин има основну школу Иво Дугалић, банку и пошту, четири радње и два угоститељска објекта.